# Surtransposition
La surtransposition des directives européennes (parfois orthographiée sur-transposition) désigne généralement le fait de procéder à la transposition d'une directive en prenant des mesures qui ne sont pas strictement nécessaires à ladite transposition.
La surtransposition est régulièrement critiquée comme cause d'inflation normative et de perte de compétitivité.

## Définition
La surtransposition est diversement définie. Pour la commission générale de terminologie et de néologie et selon les parlementaires auteurs du rapport sur le projet de loi portant suppression de surtranspositions de directives européennes en droit français, la surtransposition des directives désigne le fait de prendre des mesures qui ne sont pas strictement nécessaires à la transposition du texte. Le Conseil d'Etat français a, au moins dans l'exercice de ses fonctions juridictionnelles, une acception plus étroite de ce terme. Il estime qu'il n'y a surtransposition que dans le cas où une directive viserait à élaborer une législation se substituant à celle des Etats membres. Toutefois, il a estimé dans son avis sur le projet de loi relatif à la suppression des surtranspositions des directives européennes en droit français, que constitue une surtransposition "toute mesure nationale de transposition instaurant une norme plus contraignante que celle qui résulterait de la stricte application de la directive, sans que cela ne soit justifié par un objectif national identifié". Le juriste Jérémy Martinez, docteur en droit, défend une conception différente de la surtransposition : pour lui, est une surtransposition, toute mesure de transposition qui, d'une part, n'est pas contraire au droit de l'Union européenne, d'autre part, préjudicie à la situation des ressortissants de l'Etat membre à l'origine de la surtransposition au regard de la situation des ressortissants des autres Etats membres. Pour la publiciste Elisabeth Landros-Fournalès, seules les mesures excédant "manifestement l'objectif de la directive mise en œuvre" devraient pouvoir être considérées comme des surtranspositions.
Savoir si le fait de ne pas utiliser une des possibilités de dérogation ouvertes par une directive relève de la surtransposition est une question controversée. Selon ce qu'affirme le Conseil d'Etat dans son étude Directives européennes : anticiper pour mieux transposer, cela ne relève pas de la surtransposition. Une opinion identique a été émise dans une réponse du ministère de l'agriculture, de l'agroalimentaire et de la forêt à une question écrite, datant de 2016,. Inversement, le ministre de l'économie, de l'industrie et du numérique et la secrétaire d'Etat chargée de la réforme de l'Etat et de la simplification ont estimé que relevaient de la surtransposition "l’absence d’exercice des dérogations et options qui seraient susceptibles d’alléger les charges sur les entreprises". Similairement, le Premier ministre a considéré que "ne pas mettre en œuvre des possibilités de dérogation ou d’exonération prévues par la directive" était également constitutif de surtransposition.

## Causes
L'emploi d'amendements peut favoriser les surtranspositions, du fait des conditions d'urgence dans lesquels ces derniers sont examinés.

### Causes spécifiques au cas français
D'après un rapport parlementaire, le manque d'information du Parlement sur les directives en cours d'élaboration est l'une des causes de la surtransposition. Pour ce rapport, les fiches d'impact fournies au Parlement sont trop souvent lacunaires ou même inexistantes.
En 2022, un rapport rendu par le Gouvernement au Parlement indique que la surtransposition "correspond dans la majorité des cas à un choix politique assumé".

## Conséquences
La surtransposition est cause d'inflation normative.

### Conséquences économiques
D'après un rapport parlementaire français, les surtranspositions causent des écarts de règlementation, à l'origine de pertes de compétitivité, pour les entreprises. Toutefois, selon ce rapport, les effets de la surtransposition ne se limitent pas nécessairement aux secteurs soumis à une forte concurrence européenne, la surtransposition ayant, en France, un impact sur le secteur de la construction et, in fine, sur le coût du logement. Selon un autre rapport, ces préjudices à la compétitivité des entreprises résultent, en France tout du moins, à 30 % de charges administratives supplémentaires et à 44 % de surcoûts. Cependant, selon Elisabeth Landros-Fournalès l'absence d'analyses comparatistes suffisantes empêche d'affirmer que les surtranspositions sont causes de pertes de compétitivité.

## Tentatives, décisions et propositions pour remédier à la surtransposition

### A l'échelle de l'Union européenne

#### Tentatives
L'accord interinstitutionnel "Mieux légiférer" recommande aux Etats de rendre identifiables les surtranspositions auxquelles ils procèdent. Le 10 mars 2020, la Commission européenne a mis en place la Single Market Enforcement Task Force, dont la lutte contre la surtransposition injustifiée est l'une des missions.

#### Propositions
Selon un rapport parlementaire français, les directives d'harmonisation maximale, c'est-à-dire celles qui ne laissent aucune marge de manœuvre aux États membres dans leur transposition, peuvent aider à prévenir la surtransposition. Le même rapport préconise la mise en place, notamment par la Commission européenne, d'une comparaison des transpositions effectuées dans les différents Etats membres.

### En Allemagne
Le Conseil fédéral de contrôle des normes (Normenkontrollrat), mis en place par une loi du 14 août 2006, peut émettre un avis où il affirme, soit que la directive peut être transposée à l'identique, soit qu'elle ne le peut pas. Par ailleurs, depuis une décision du Gouvernement fédéral du 11 décembre 2014, toute charge nouvelle doit être compensée par une suppression équivalente de charges.
Un système dit de "double corbeille" a par ailleurs été mis en place : dans ce système, une première loi opère la transposition proprement dite et une deuxième loi procède à une réforme plus large des dispositions du droit national relatives au thème de la directive.

### En France

#### Au moment de l'élaboration des directives et des normes de transposition
Une circulaire du Premier ministre du 17 février 2011 affirme la prohibition de principe des surtranspositions,. Une autre circulaire du Premier ministre, en date du 26 juillet 2017, réaffirme cette prohibition, toute surtransposition devant faire l'objet d'un choix confirmé par le cabinet du Premier ministre,. À la suite d'un arrêt de la Cour de justice de l'Union européenne de juillet 2019, le gouvernement a été amené à systématiser l'usage de tableaux de concordance, lors des opérations de transposition.
Un rapport parlementaire propose la remise, par le gouvernement, d'un rapport au Parlement, dans les six mois suivant l'adoption d'une directive. Un autre rapport prône la transmission des fiches d'impact sur des textes portant transposition de directives européennes au Conseil d'Etat, lorsqu'il rend un avis sur ces textes et la description, dans lesdites fiches, du droit existant dans d'autres Etats membres.
Une proposition de loi constitutionnelle adoptée par le Sénat le 12 janvier 2016, jamais examinée par l'Assemblée nationale, propose d'inscrire dans la Constitution, l'interdiction de toute surtransposition. Une autre proposition de loi constitutionnelle, proposée, cette fois-ci par des députés, est rejetée en 2019 par l'Assemblée nationale à la suite d'une motion de rejet préalable,.

#### Une fois les normes de transposition rendues définitives

##### Initiatives du gouvernement
La circulaire du 26 juillet 2017 prévoit la mise en place d'une mission d'inspection chargée d'identifier les surtranspositions injustifiées, afin de les éliminer,. Le rapport de cette mission, remis en avril 2018, identifie 137 directives ayant fait l'objet d'une surtransposition aux effets jugés néfastes.
Le gouvernement a présenté en août 2019 un projet de loi visant à supprimer les surtranspositions en droit français ; son examen n'a pas été mené à son terme. Toutefois, d'autres lois ont comporté certaines des mesures de ce projet de loi.

##### Jurisprudence du Conseil d'Etat
Dans l'arrêt KPMG du 24 mars 2006, le Conseil d'Etat estime que le juge administratif n'est pas compétent pour contrôler les surtranspositions. Toutefois, dans l'arrêt Fédération des ascenseurs du 18 décembre 2017, il estime que cela est possible lorsque la finalité de ces directives est d'élaborer une législation se substituant à celle des Etats membres (cas, dit d'"harmonisation maximale"). Cette jurisprudence du Conseil d'Etat est en fait l'application d'une jurisprudence établie par la Cour de justice des communautés européennes, dans l'arrêt National Farmer's union e.a. du 5 mai 1998.

##### Propositions, issues de rapports parlementaires
Un rapport parlementaire propose de donner à chaque citoyen et entreprise la possibilité de signaler une surtransposition ; il propose la création d'un conseil chargé, entre autres, d'examiner ces demandes.

### En Italie
En Italie, la surtransposition a été interdite par une loi de 2005 et une loi de 2010. Le gouvernement, à l'occasion d'un rapport annuel sur l'application de la méthode d'analyse d'impact de la règlementation peut formuler des observations sur l'application des normes prohibant la surtransposition.

### Au Royaume-Uni
Selon le guide Comment transposer efficacement les directives européennes, datant d'avril 2013, la surtransposition est interdite. Ceci implique, d'une part, la prohibition des mesures excédant les exigences minimales de transposition des directives européennes, d'autre part, leur entrée en vigueur lors de l'échéance du délai donné aux Etats pour transposer la directive. La commission de réduction de la règlementation (Reducing Regulation Committee) veille au respect du guide. D'après une étude réalisée par le ministère des Entreprises, de l'innovation et des compétences britannique sur les transpositions intervenues entre le 1er juillet 2011 et le 30 décembre 2012, il y a surtransposition dans 15 % des cas ; selon cette étude, dans 1 % des cas de transposition, cette surtransposition a fait peser des charges pour les entreprises britanniques.

### En Suède
L'article 6-6 du règlement no 1244 de 2007 modifié par un rapport sur la surtransposition datant de 2015, dispose qu'est mise en place une évaluation visant à identifier les éventuelles surtranspositions.